# Bunnik
Bunnik és un municipi de la província d'Utrecht, al centre dels Països Baixos. L'1 de gener de 2009 tenia 14.442 habitants repartits per una superfície de 37,57 km² (dels quals 0,62 km² corresponen a aigua).

## Centres de població
Bunnik, Odijk i Werkhoven

## Ajuntament
| Composició del consistori | Composició del consistori | Composició del consistori | Composició del consistori | Composició del consistori |
| ------------------------- | ------------------------- | ------------------------- | ------------------------- | ------------------------- |
| Partit                    | 1994                      | 1998                      | 2002                      | 2006                      |
| CDA                       | 6                         | 5                         | 5                         | 5                         |
| D66                       | 2                         | 2                         | 2                         | 1                         |
| GroenLinks                | 2                         | -                         | -                         | -                         |
| Perspectief 21            | -                         | 4                         | 5                         | 6                         |
| PvdA                      | 1                         | -                         | -                         | -                         |
| VVD                       | 4                         | 4                         | 3                         | 3                         |
| Participació (%)          | -                         | 70,3                      | 69,2                      | 69,2                      |

## Personatges il·lustres
- Thea Beckman morí a Bunnik